# Operacja Lüttich
Operacja Lüttich – kryptonim niemieckiej kontrofensywy, przeprowadzonej w trakcie alianckiej inwazji w Normandii, na pozycje wojsk amerykańskich w pobliżu niewielkiego miasteczka Mortain w dniach 7–13 sierpnia 1944 r. (Lüttich to niemiecka nazwa belgijskiego miasta Liège, gdzie Niemcy odnieśli zwycięstwo nad wojskami Ententy w pierwszej bitwie I wojny światowej). W amerykańskiej i brytyjskiej historiografii ofensywa ta jest także znana jako kontrofensywa pod Mortain.
Rozkaz natarcia pochodził od samego Adolfa Hitlera, który chciał wyprzeć siły 1 Armii Stanów Zjednoczonych z terytoriów, które ta zajęła w czasie operacji Cobra oraz późniejszych tygodniach. Celem operacji było również przebicie się sił niemieckich do wybrzeża w okolicach Avranches u nasady półwyspu Cotentin, aby odciąć jednostki amerykańskiej 3 Armii, która znajdowała się w Bretanii.
Główne uderzenie miał przeprowadzić niemiecki XLVII Korpus Pancerny przy wsparciu półtorej dywizji pancernej SS oraz dwóch dywizji pancernych Wehrmachtu. Pomimo początkowych sukcesów w starciach z amerykańskim VII Korpusem, natarcie zostało wkrótce zahamowane, a alianckie lotnictwo zadało poważne straty atakującym oddziałom niemieckim, niszcząc ostatecznie połowę wszystkich jednostek pancernych biorących udział w ataku. Chociaż walki wokół Mortain trwały 6 dni, Amerykanie przejęli inicjatywę już drugiego dnia trwania niemieckiej operacji.
Część niemieckich dowódców bezskutecznie przekonywała Hitlera, że natarcie ma niewielkie szanse powodzenia, a koncentracja jednostek pancernych na zachodnim krańcu normandzkiego frontu może doprowadzić do ich oskrzydlenia od południa i wschodu, a w ostateczności do załamania całego frontu. Pomimo tych ostrzeżeń Hitler nakazał rozpoczęcie ofensywy, co zakończyło się uwięzieniem pozostałości niemieckiej 7 Armii w kotle Falaise.

## Przygotowania
25 lipca 1944 r., po sześciu tygodniach wyczerpującej walki pozycyjnej, Amerykanie pod dowództwem gen. Omara Bradleya przełamali niemieckie linie obrony w okolicach Saint-Lô w wyniku operacji Cobra. Niemal cały zachodni odcinek niemieckiego frontu w Normandii załamał się, w wyniku czego, już 1 sierpnia, siły amerykańskie wkroczyły do Avranches. Dzięki zajęciu tego miasta oraz nietkniętego mostu w pobliskim Pontaubault, Amerykanie odcięli niemieckie wojska znajdujące się na zachodnim odcinku frontu normandzkiego od dostępu do morza, dzięki czemu bez przeszkód mogli ruszyć w kierunku Bretanii. Tego samego dnia działania podjęła amerykańska 3 Armia pod dowództwem gen. George'a Pattona. Pomimo ataków niemieckiego lotnictwa na most w Pontaubault, Patton zdołał przeprawić w ciągu następnych trzech dni ok. 7 dywizji, a jednostki 3 Armii zbliżały się do portów Bretonii nie napotykając niemal żadnego oporu.
Począwszy od 30 lipca, brytyjska 2 Armia rozpoczęła natarcie wspierające, pod kryptonimem operacja Bluecoat, na wschodnim skrzydle obu amerykańskich armii. Wiele niemieckich jednostek pancernych, przerzuconych na zachód, aby zatrzymać amerykańskie postępy w Normandii, musiało w pierwszej kolejności zmierzyć się z nowym zagrożeniem ze strony Brytyjczyków. W międzyczasie Amerykanie kontynuowali ataki w celu poszerzenia korytarza wokół Avranches. Choć Niemcy kontrolowali strategicznie ważne skrzyżowanie dróg w miejscowości Vire, amerykański VII Korpus pod dowództwem Josepha L. Collinsa już 3 sierpnia zdołał zająć, położone 31 km na wschód od Avranches, miasteczko Mortain.
Następnego dnia, choć VIII Korpus posuwał się na zachód w kierunku bretońskich portów Brest i Lorient, Bradley nakazał Pattonowi skierować główne siły amerykańskiej 3 Armii na wschód, w celu okrążenia Niemców od wschodniej flanki i zajęcia pozycji na ich tyłach. W ciągu następnych trzech dni, amerykański XV Korpus pokonał ok. 121 km, podchodząc 7 sierpnia pod miasteczko Le Mans, do niedawna siedzibę dowództwa niemieckiej 7 Armii i ważnego centrum logistycznego.

## Dowództwo niemieckie i jego decyzje
Feldmarszałek Günther von Kluge był najwyższym dowódcą niemieckim na Zachodzie. Po tym jak 17 lipca aliancki samolot ranił feldmarszałka Erwina Rommela, von Kluge przejął również bezpośrednie dowództwo nad Grupą Armii B, formacją prowadzącą walki w Normandii. 22 lipca ostrzegł on Hitlera, że załamanie się frontu jest nieuniknione. Jednakże Hitler nakazał mu pozostanie na swoich pozycjach bez względu na wszystko.
2 sierpnia Hitler wysłał von Kluge rozkaz przeprowadzenia "natychmiastowego kontrataku między Mortain a Avranches". W celu upewnienia się, że rozkaz Hitlera zostanie wykonany, do Normandii został wysłany gen. Walter Warlimont, zastępca szefa sztabu OKW. Pomimo sugestii von Kluge, że kontratak nie ma szans powodzenia, a zamiast tego siły niemieckie powinny wycofać się do linii Sekwany, gdzie mogłyby bronić się w oparciu o nieuszkodzone umocnienia na południe od Caen, 4 sierpnia Hitler kategorycznie nakazał rozpoczęcie ofensywy. Zażądał on, aby w uderzeniu wzięło udział osiem z dziewięciu niemieckich dywizji pancernych stacjonujących w Normandii oraz całe rezerwy Luftwaffe m.in. 1000 myśliwców. Zdaniem Hitlera trzeba było spełnić trzy warunki, aby ofensywa się udała. "Von Kluge musi w to wierzyć. Musi zebrać wystarczającą liczbę jednostek pancernych z głównego frontu w Normandii, by stworzyć skuteczną siłę uderzeniową oraz musi osiągnąć efekt zaskoczenia".
Choć rozkaz Hitlera nakazywał czekać "aż zgromadzone zostaną wszystkie czołgi, działa i samoloty", von Kluge oraz odpowiadający za zachodni odcinek frontu, dowódca 7 Armii, gen. SS Paul Hausser zdecydowali o jak najszybszym przeprowadzeniu natarcia, zanim ogólna sytuacja sił niemieckich w Normandii uległaby dalszemu pogorszeniu. Zadanie przeprowadzenia głównego uderzenia zostało powierzone XLVII Korpusowi Pancernemu, dowodzonemu przez gen. Hansa Freiherra von Funcka. Niemcom udało się zebrać tylko cztery spośród ośmiu dywizji pancernych, które planowano wykorzystać w czasie ataku. Były to: 2 Dywizja Pancerna, 116 Dywizja Pancerna, 2 Dywizja Pancerna SS "Das Reich" i część 1 Dywizja Pancerna SS "Leibstandarte SS Adolf Hitler", które łącznie liczyły ok. 300 czołgów. Korpus Pancerny wspierały dwie dywizje piechoty oraz pięć grup bojowych, sformowanych z pozostałości Dywizji Panzer Lehr i czterech równie przetrzebionych dywizji piechoty.
Von Kluge rozkazał rozpocząć natarcie w nocy z 6 na 7 sierpnia. Aby nie alarmować wcześniej sił amerykańskich, Niemcy zrezygnowali z wcześniejszego ostrzału artyleryjskiego. Trzon sił niemieckich miał uderzyć na znajdujące się na wschód od Mortain pozycje amerykańskiej 30 Dywizji Piechoty pod dowództwem gen. maj. Lelanda Hobbsa, by w ten sposób przedrzeć się do wybrzeża. Atak mógłby zakończyć się sukcesem, gdyby siły niemieckie dysponowały przewagą zaskoczenia. Jednakże kryptografowie z komórki Ultra brytyjskiego wywiadu zdołali przechwycić i rozszyfrować 4 sierpnia rozkazy dotyczące operacji Lüttich. W rezultacie gen. Bradley otrzymał wsparcie lotnicze ze strony USAF Ninth Air Force oraz brytyjskiej RAF.

## Niemieckie natarcia

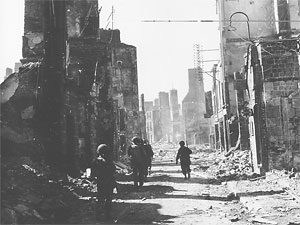
Żołnierze amerykańscy w Mortain, sierpień 1944 r.

Von Fluck donosił nocą 6 sierpnia, że jego wojska nadal się nie przegrupowały, a dowódca 116 Dywizji Pancernej, gen. Gerhard von Schwerin, praktycznie "zrujnował przebieg operacji". W rzeczywistości gen. von Schwerin, który nie wierzył w powodzenie niemieckiego kontrnatarcia, nawet nie wydał swoim czołgom rozkazu rozpoczęcia ataku. To opóźnienie rozdzieliło siły atakujących Niemców, choć znajdujące się na lewej flance oddziały pancerne SS zdołały uderzyć na zajmowane przez Amerykanów pozycje na wschód od Mortain już krótko po północy. Siłom niemieckim udało się wykorzystać efekt zaskoczenia, ponieważ przechwycone przez szyfrantów z zespołu Ultra informacje nie dotarły na czas do sztabu amerykańskiej 1 Armii, który mógłby ostrzec swoje jednostki o zbliżającym się ataku. Na krótko udało im się zająć Mortain, jednak nie zdołali przełamać linii amerykańskiej 30 Dywizji Piechoty, dopóki 2 Batalion 120 Pułku Piechoty Stanów Zjednoczonych zajmował strategiczne wzgórze 314, najwyższy punkt w okolicy miasteczka. Choć batalion został odcięty od pozostałych sił aliantów, zrzucane na spadochronach zaopatrzenie pozwoliło mu przetrzymać niemieckie ataki. Jednak spośród 700 amerykańskich obrońców wzgórza, życie straciło 300.

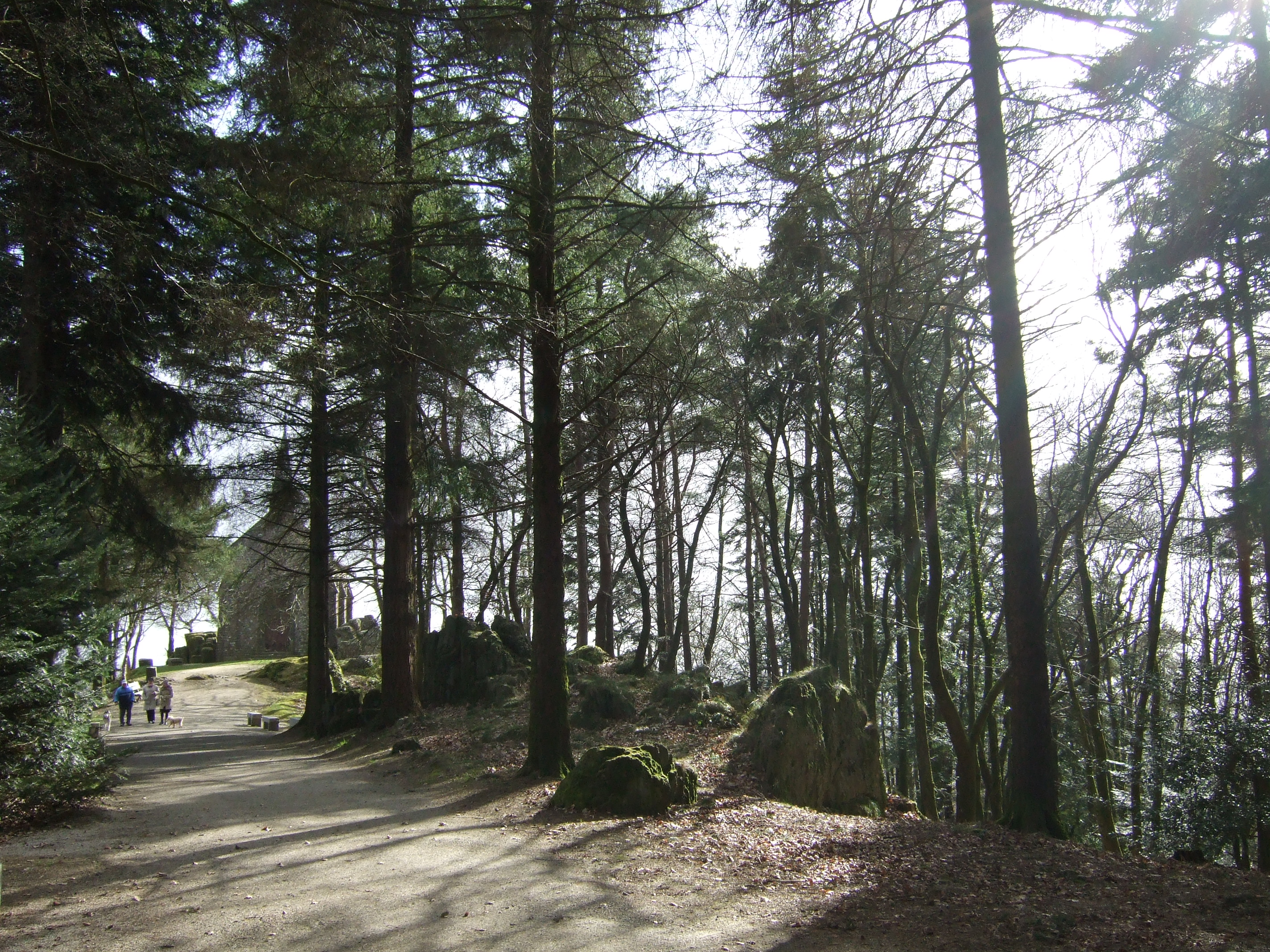
Wzgórze 314 w okolicach Mortain. Pozycje zajmowane przez żołnierzy amerykańskiego 2 Batalionu/120 Pułku Piechoty, który został otoczony przez atakującą 2 Dywizję Pancerną SS

Kilka godzin później zaatakowała 2 Dywizja Pancerna, która skierowała się na południowy zachód na Avranches. Niemieckim czołgom udało się wedrzeć kilkanaście kilometrów w głąb pozycji Amerykanów zanim zostali zatrzymani przez 35 Dywizję Piechoty i 3 Dywizję Pancerną w odległości 3,2 km od pierwszych zabudowań Avranches. Niemieckie dowództwo nakazało jednak ponowić atak na Avranches po południu, aby zająć miasto jeszcze tego samego dnia.

### Alianckie ataki z powietrza
Mgła, otaczająca Mortain nad ranem 7 sierpnia, zniknęła całkowicie około południa, umożliwiając alianckiemu lotnictwu przeprowadzenie dobrego rozpoznania przyszłego pola bitwy. Dzięki przechwyconym przez brytyjskich szyfrantów z zespołu Ultra informacjom nt. niemieckich planów ataku, piloci amerykańskiego USAF Ninth Air Force zostali wzmocnieni siłami RAF Second Tactical Air Force. Pomimo zapewnień Luftwaffe, że niemieckim jednostkom zostanie zapewnione identyczne wsparcie lotnicze, samoloty aliantów bardzo szybko przejęły całkowitą kontrolę na niebie nad Mortain. Według raportów Luftwaffe niemieckie myśliwce zostały wciągnięte w walkę przez alianckie samoloty tuż po starcie i nie zdołały dotrzeć nad pole bitwy. Na otwartej przestrzeni na wschód od Mortain, niemieckie pojazdy pancerne stały się łatwymi celami dla brytyjskich myśliwców typu Hawker Typhoon.
Pierwsze opinie historyków dotyczące bitwy pod Mortain, oparte na doniesieniach pilotów, wskazywały, że alianckie lotnictwo zniszczyło około 200 niemieckich czołgów. Jednak późniejsze badania samego pola bitwy pokazały, że większość niemieckich pojazdów pancernych została wyeliminowana przez ostrzał z ziemi, a głównym efektem działań alianckich samolotów było zniszczenie nieopancerzonych pojazdów i niemieckiej piechoty, jak również zmuszenie wojsk pancernych wroga do rozerwania szyku bojowego. Ataki rakietowo-bombowe nie były na tyle celne, aby móc wyłączyć z walki więcej niż kilka niemieckich czołgów. Jednak strach przed spaleniem się wewnątrz pojazdu po wybuchu zbiornika z paliwem sprawił, że część z mniej doświadczonych niemieckich załóg opuszczała swoje czołgi jeszcze przed ich faktycznym trafieniem przez samoloty aliantów. Jeden z brytyjskich historyków dowodził, że przeciętny pilot myśliwca typu Typhoon, wystrzeliwując salwę 8 niekierowanych rakiet, miał tylko cztery procent szans na trafienie pojazdu wielkości czołgu.

## Amerykańskie przeciwdziałania

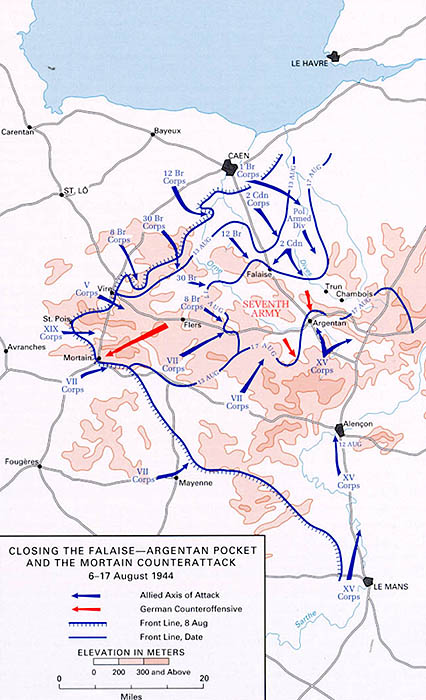
Natarcia i kontrnatarcia aliantów oraz Niemców w dniach 6–7 sierpnia 1944 r.

7 sierpnia amerykańskie oddziały kontynuowały marsz na południe w pobliżu miejscowości Vire, która znajdowała się na prawym skrzydle niemieckiego natarcia. 116 Dywizja Pancerna, która miała przypuścić szturm w tym sektorze, została odparta. Choć Niemcy ponawiali próby ataków przy wsparciu 1 Dywizji SS, nie zdołali przełamać alianckich pozycji. W rezultacie obie flanki niemieckiej ofensywy w okolicach Mortain zostały zahamowane, co następnie pozwoliło amerykańskiemu VII Korpusowi na powstrzymanie środka natarcia.
W międzyczasie gen. Bradley wysłał część sił dwóch dywizji przeciwko oddziałom znajdującym się na południowym (lewym) skrzydle niemieckiego natarcia. 8 sierpnia jednostki jednej z nich, amerykańskiej 8 Dywizji Pancernej, zaatakowały tyły dwóch dywizji pancernych SS. Chociaż walki wokół Mortain trwały jeszcze kilka kolejnych dni, ofensywa nie miała już żadnych szans powodzenia. Niemcy przeszli do defensywy na całej długości frontu, jednak kiepska komunikacja sprawiła, że w szeregi ich oddziałów wdarł się chaos: część niemieckich oddziałów wycofywała się w panice, podczas gdy inne okopywały się na swoich pozycjach.
Podczas gdy amerykańska 1 Armia przeprowadzała kontrnatarcie w pobliżu Mortain, jednostki 3 Armii gen. Pattona przemieszczały się niepostrzeżenie na południe od pozycji niemieckich, by 8 sierpnia zająć Le Mans. Tego samego dnia 1 Armia Kanadyjska zaatakowała osłabione oddziały niemieckie znajdujące się na południe od Caen w ramach operacji Totalize. W wyniku tego ataku, Kanadyjczycy przedarli się niemal do Falaise, jednak pod dwóch dniach walk Niemcom udało się odeprzeć ich natarcie. Zdesperowany Hitler wydał rozkaz ponownego ataku na Mortain żądając, aby jednostki 9 Dywizji Pancernej, która jako jedyna stawiała faktyczny opór wojskom Pattona podążającym w kierunku Le Mans, zostały przerzucone na północ w celu dołączenia do planowanego kontrnatarcia. Dowodzący Grupą Pancerną Zachód gen. Heinrich Eberbach otrzymał rozkaz sformowania nowej kwatery dowodzenia „Grupy Pancernej Eberbach”, żeby kierować nową kontrofensywą. Wystraszony Von Kluge, który obawiał się oskarżeń Gestapo o jego współudział w lipcowym zamachu na Hitlera, przyzwolił na ten niemal samobójczy rozkaz. Proponowany przez Eberbacha kontratak został jednak przyćmiony przez inne wydarzenia na froncie i nigdy nie doszedł do skutku.

## Następstwa
Do 13 sierpnia ofensywa została całkowicie zatrzymana, a oddziały niemieckie wyparte z Mortain. Dywizje pancerne, które wzięły udział w ataku straciły w wyniku alianckich ataków lotniczych i ostrzału z ziemi ponad 150 czołgów, a więc niemal połowę swojego wyjściowego stanu. Choć Hitler nakazał siłom niemieckim utrzymanie swoich pozycji w Normandii, amerykańskie VII i XV Korpusy sukcesywnie parły na wschód i północ w kierunku Argentan. Niepowodzenie niemieckiego natarcia stworzyło groźbę otoczenia 7 Armii i Grupy Pancernej Zachód przez oddziały aliantów. W miarę jak Amerykanie zbliżali się do Argentan, a siły brytyjskie i kanadyjskie napierały w kierunku Falaise, groźba odcięcia obu armii wewnątrz formującego się kotła Falaise stawała się coraz bardziej realna.
Choć straty w ludziach poniesione przez Amerykanów podczas operacji Lüttich były znacznie mniejsze w porównaniu do poprzednich operacji, to w niektórych sektorach frontu liczba ofiar po stronie aliantów była wysoka. W szczególności duże straty odnotowała amerykańska 30 Dywizja Piechoty, która walczyła w okolicach Mortain. Tylko 7 sierpnia życie straciło niemal tysiąc żołnierzy tej dywizji. Szacunkowe dane na temat amerykańskich strat poniesionych w dniach 6-13 sierpnia podają 2-3 tysiące ofiar śmiertelnych oraz nieznaną liczbę rannych.
14 sierpnia oddziały kanadyjsko-polskie rozpoczęły operację Tractable, którą częściowo wspomagali posuwający się na północ w kierunku miejscowości Chambois Amerykanie. 19 sierpnia jedna z brygad 1 Dywizji Pancernej gen. Maczka połączyła się z siłami amerykańskiej 90 Dywizji Piechoty zamykając w kotle ok. 50 tysięcy niemieckich żołnierzy. Próby wydostania się z okrążenia, które podejmowali Niemcy skończyły się niepowodzeniem. W rezultacie wszystkie niemieckie siły uwięzione pod Falaise poddały się aliantom, a sama 7 Armia praktycznie przestała istnieć.